# Plaza de toros de Sanlúcar de Barrameda
La plaza de toros de Sanlúcar de Barrameda también conocida como coso del Pino, es un inmueble histórico de la ciudad de Sanlúcar de Barrameda (Cádiz), donde se celebran corridas de toros y también otros espectáculos públicos.
La plaza de toros está catalogada como plaza de tercera categoría. Cuenta con un ruedo de 37 metros de diámetro y que cuenta actualmente con 5.400 localidades.
El coso, situado en la Avenida San Francisco, fue inaugurado el 1 de julio de 1900, con una corrida de toros de la ganadería de Miura, en la que actuaron los espadas Rafael González Machaquito, y Lagartijo Chico.

## Historia

### Antecedentes
Anterior a la construcción de la plaza de toros en torno al siglo XVI ya se celebraban espectáculos taurinos en la localidad, siendo frecuentemente el lugar de su realización en la Plaza Alta y en la plaza de la Ribera (Plaza de Cabildo). A lo largo del Siglo XVIII tras la prohibición de los toros por parte del monarca Felipe V se retomaron con fuerza la celebración de este tipo de espectáculos construyéndose plazas temporales de maderas en diferentes puntos de la ciudad como en el Patio de Armas del Castillo de Santiago, el palmar de San Sebastián o en el convento de san Francisco entre otros lugares.
La primera plaza de toros fija que contó la villa fue la de "La Victoria" la cual fue inaugurada el 11 de mayo de 1884, tras la demolición de esta se inauguró otras plaza de toros en 1898.

### Construcción
La plaza de toros se construyó donde antiguamente se encontraba los jardines de El Pino, por el cual recibe nombre el coso taurino. Siendo en 1900 cuando un grupo de aficionados sanluqueños optan por montar una sociedad anónima cuya presidencia recaía sobre José Hidalgo Colom bajo el nombre de "Plaza de Toros" la cual impulsó la creación de la misma.
El arquitecto Antonio Arévalo Martínez fue el encargado de llevar al cabo su construcción terminando en el mismo año de su comienzo, en 1900, aunque posteriormente a la inauguración se tuvo que seguir con las obras ya que la plaza no estaba del todo terminada pese a que estuviese inaugurada.

### Inauguración
El 1 de julio de 1900 se inaugura el Coso del Pino, estando acartelados los diestros Rafael González "Machaquito" y Rafael Molina "Lagartijo Chico" en una novillada con animales perteneciente a la ganadería de Miura, siendo de nombre el primer novillo lidiado "Botello" el cual abrió plaza.

### Propietarios
En un principio la plaza fue propiedad de los promotores de la misma, a los pocos años, en 1906, pasa a ser propiedad de la familia Surga y no es hasta 1944 cuando pasa a ser propiedad del ayuntamiento de Sanlúcar de Barrameda, siendo actualmente propietario.

### Remodelación
En el año 2000 coincidiendo con su centenario se decide hacer una remodelación del coso, lo cual provocó se produjese una reducción de aforos en sus tendidos pasando de 6.000 localidades a las 5.600 que alberga actualmente, disminuyendo así 400 localidades

## Características
La plaza de toros actualmente cuenta con un aforo de aproximadamente 5.600 localidades, constando también de dos pisos, catorce palcos, un ruedo de 37 metro de diámetro, enfermería, capilla, tres corrales, chiqueros...
El estilo de su arquitectura es neomudéjar siendo así la única plaza de toros de este estilo existente en la provincia de Cádiz.

## Hitos
El 1 de septiembre de 1912 los picadores se negaron a hacer el paseíllo si no se le ofrecía unas puyas mayores.
El 24 de agosto de 2019 se celebra la primera Corrida Magallánica en memoria del quinto centenario de la vuelta al mundo de Magallanes-Elcano, lidiándose reses de Victorino Martin para Octavio Chacón, Emilio de Justo y Pepe Moral.
El 24 de agosto de 2019 se indulta el toro de nombre Milhijas propiedad de Victorino Martín lidiado por Pepe Moral en quinto lugar.
El 22 de agosto de 2020 se conmemora el 120 aniversario del coso taurino albergando una corrida de Miura para Manuel Escribano, Daniel Luque y Pepe Moral.

## Festejos taurinos
Actualmente hay tres fechas señaladas en el calendario taurino de Sanlúcar, las cuales son:
Corrida de la Primavera: Se celebra en el mes de abril.
Corrida de la Manzanilla: Se celebra en el mes de junio con motivo de las Feria de la Manzanilla.
Corrida Magallánica: Se celebra en la segundo quincena del mes de agosto desde 2019 que se instauró y cuenta con un carácter torista.
A lo largo del año también se celebran festejos por otras fechas así como otros tipos de eventos como conciertos, motocross....